# 沢村五郎
沢村 五郎（さわむら ごろう、1887年6月9日 - 1977年6月5日）は日本の牧師、神学教育者。関西聖書神学校創設者。

## 生涯

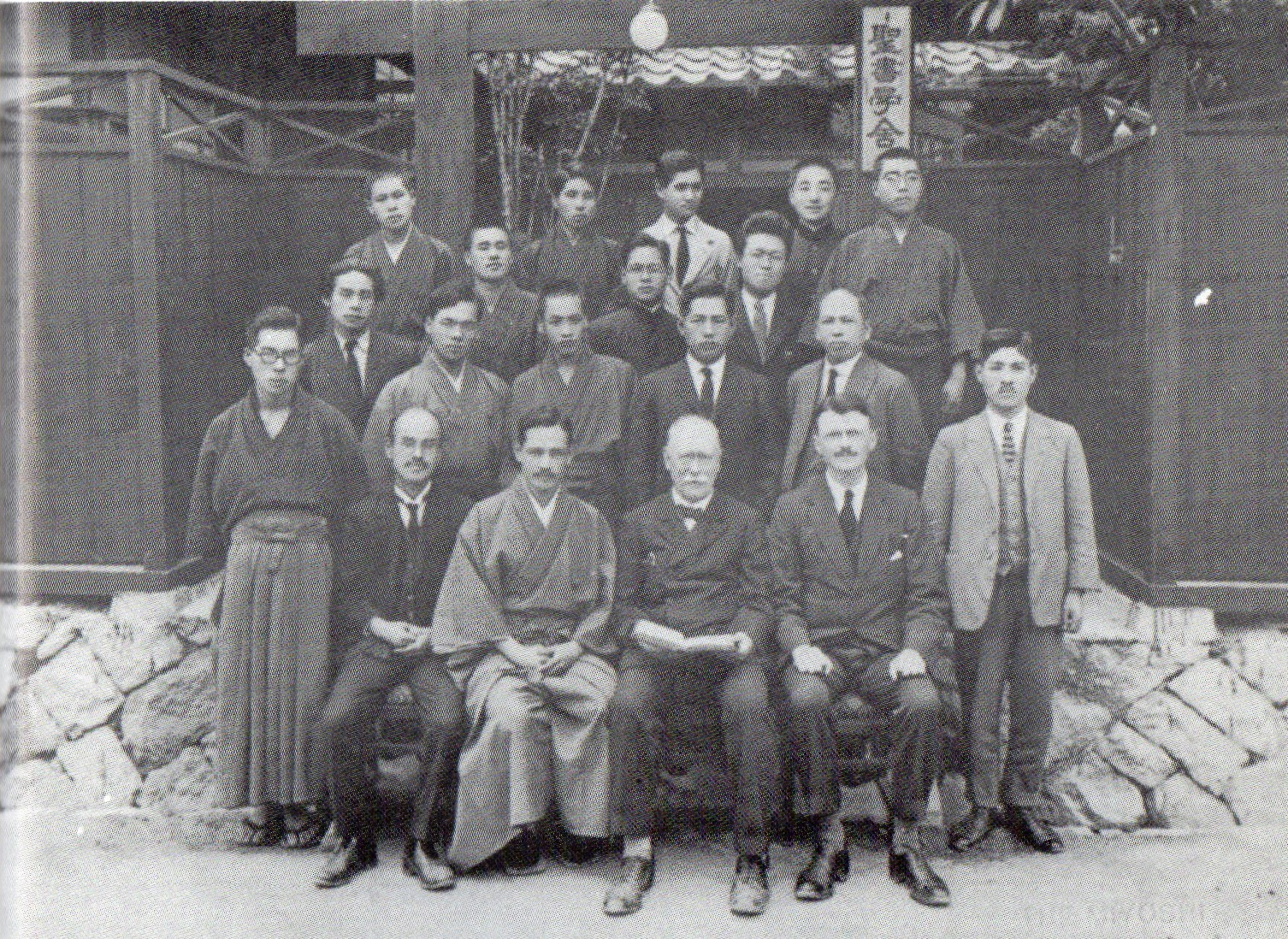
御影の聖書学舎、沢村は前列右から3人目

1887年6月9日 熊本県飽託郡城山村（現在の熊本市西区）に生まれる。
熊本中学校（現・熊本県立熊本高等学校）卒業後、正教会伝道学校で学び、同教会の伝道師になる。1916年9月、日本伝道隊聖書学校に入学。バークレー・バックストン、パゼット・ウィルクスに師事した。
1922年、渡英。エディンバラ聖書学校に学ぶ。
1924年、日本伝道隊の要請により神戸御影に聖書学舎（現在の関西聖書神学校）を設立、校長になる。
1941年日本基督教団の成立の際には第7部の牧師になり、第7部の参与（代表）に選出されたが、第二次世界大戦後に日本基督教団を離脱。
晩年は日本イエス・キリスト教団の顧問になり、同垂水教会牧師を兼任した。
1977年6月5日 死去。

## 著書
- 『聖書人物の教訓』（米田豊共著、東洋宣教会出版部） 1925.1
- 『信仰の手びき』（いのちのことば社、福音ポケットブック20） 1961.3
- 『聖書人物伝』（いのちのことば社）1968.2
- 『大いなる救』（いのちのことば社）1968
- 『改訂版 キリスト教案内』（クリスチャン文書伝道団） 1970.5
- 『信仰の手引き 新しい生き方の発見』（いのちのことば社、キリスト教良書選） 1975.1
- 『聖なる愛の歌』（いのちのことば社） 1975
- 『救いは今です』（いのちのことば社） 1975
- 『信仰人物伝』（ロバ通信社） 1981.12
- 『主イエスよ、来てください』（いのちのことば社） 1984.4
- 『迷い子の旅日記』（いのちのことば社） 1992.5

## 翻訳
- 『救霊の動力』（パゼツト・ウイルクス、鎌野善三共訳、バックストン記念霊交会） 1951、のち関西聖書神学校 2016.5
- 『キリストの御霊』（アンドリュー・マーレー、いのちのことば社） 1976
- 『「聖霊」に明け渡した人々』（オズワルド・J・スミス, アンドリュー・マーレー, A・B・シンプソン、松代幸太郎, 大江邦治 共訳、いのちのことば社） 2015.2